# ممیشلر (صابرآباد)
ممیشلر (به ترکی آذربایجانی: Məmişlər، تا ۲۹ دسامبر ۱۹۹۲ شناخته‌شده به‌نام شاومیانوفکا Şaumyanovka) یک منطقه مسکونی در جمهوری آذربایجان است که در شهرستان صابرآباد واقع شده‌است. ممیشلر ۱۴۳۳ نفر جمعیت دارد.